# Campeonato de Oceanía de Judo de 2014
El XXVII Campeonato de Oceanía de Judo se celebró en Auckland (Nueva Zelanda) el 26 de abril de 2014 bajo la organización de la Unión de Judo de Oceanía.
En total se disputaron doce pruebas diferentes, siete masculinas y cinco femeninas.

## Resultados

### Masculino
| Evento  | Oro                             | Plata                        | Bronce                                                           |
| ------- | ------------------------------- | ---------------------------- | ---------------------------------------------------------------- |
| –60 kg  | Tom Pappas Australia            | Yvan Shan Polinesia Francesa | Corentin Le Goff Polinesia Francesa                              |
| –66 kg  | Ivo dos Santos Australia        | Steven Brown Australia       | Alexander Bishop Nueva Zelanda Cedric Delanne Polinesia Francesa |
| –73 kg  | Arnie Dickins Australia         | Jake Bensted Australia       | Adrian Leat Nueva Zelanda Marc Andre Lafille Polinesia Francesa  |
| –81 kg  | Ivica Pavlinic Nueva Zelanda    | Eoin Coughlan Australia      | —                                                                |
| –90 kg  | Ryan Dill-Russell Nueva Zelanda | Mark Anthony Australia       | Aiurahi Raihauti Polinesia Francesa                              |
| –100 kg | Jason Koster Nueva Zelanda      | Tim Slyfield Nueva Zelanda   | Duke Didier Australia                                            |
| +100 kg | Sam Rosser Nueva Zelanda        | Jake Andrewartha Australia   | Andrew Pragnell Nueva Zelanda                                    |

### Femenino
| Evento | Oro                             | Plata                         | Bronce                       |
| ------ | ------------------------------- | ----------------------------- | ---------------------------- |
| –48 kg | Chloe Rayner Australia          | Chanel Kavanagh Nueva Zelanda | Amy Meyer Australia          |
| –52 kg | Hannah Trotter Australia        | Patricia Grogan Nueva Zelanda | Justine Bishop Nueva Zelanda |
| –57 kg | Darcina Manuel Nueva Zelanda    | Vicky Stormont Nueva Zelanda  | Shayanne Stuart Australia    |
| –63 kg | Katharina Haecker Australia     | Joy Williams Nueva Zelanda    | —                            |
| –70 kg | Moira de Villiers Nueva Zelanda | Catherine Arscott Australia   | Sara Collins Australia       |

## Medallero
| Núm. | País               | Oro | Plata | Bronce | Total |
| ---- | ------------------ | --- | ----- | ------ | ----- |
| 1    | Australia          | 6   | 6     | 4      | 16    |
| 2    | Nueva Zelanda      | 6   | 5     | 4      | 15    |
| 3    | Polinesia Francesa | 0   | 1     | 4      | 5     |
|      | TOTAL              | 12  | 12    | 12     | 36    |